# Gaina Savinkova
Gaina Savinkova (Unión Soviética, 15 de julio de 1953) es una atleta soviética retirada especializada en la prueba de lanzamiento de disco, en la que ha conseguido ser medallista de bronce europea en 1982.

## Carrera deportiva
En el Campeonato Europeo de Atletismo de 1982 ganó la medalla de bronce en el lanzamiento de disco, llegando hasta los 67.82 metros, tras las búlgaras Tsvetanka Khristova y Mariya Petkova (plata con 67.94 metros).